# Kōraku-en

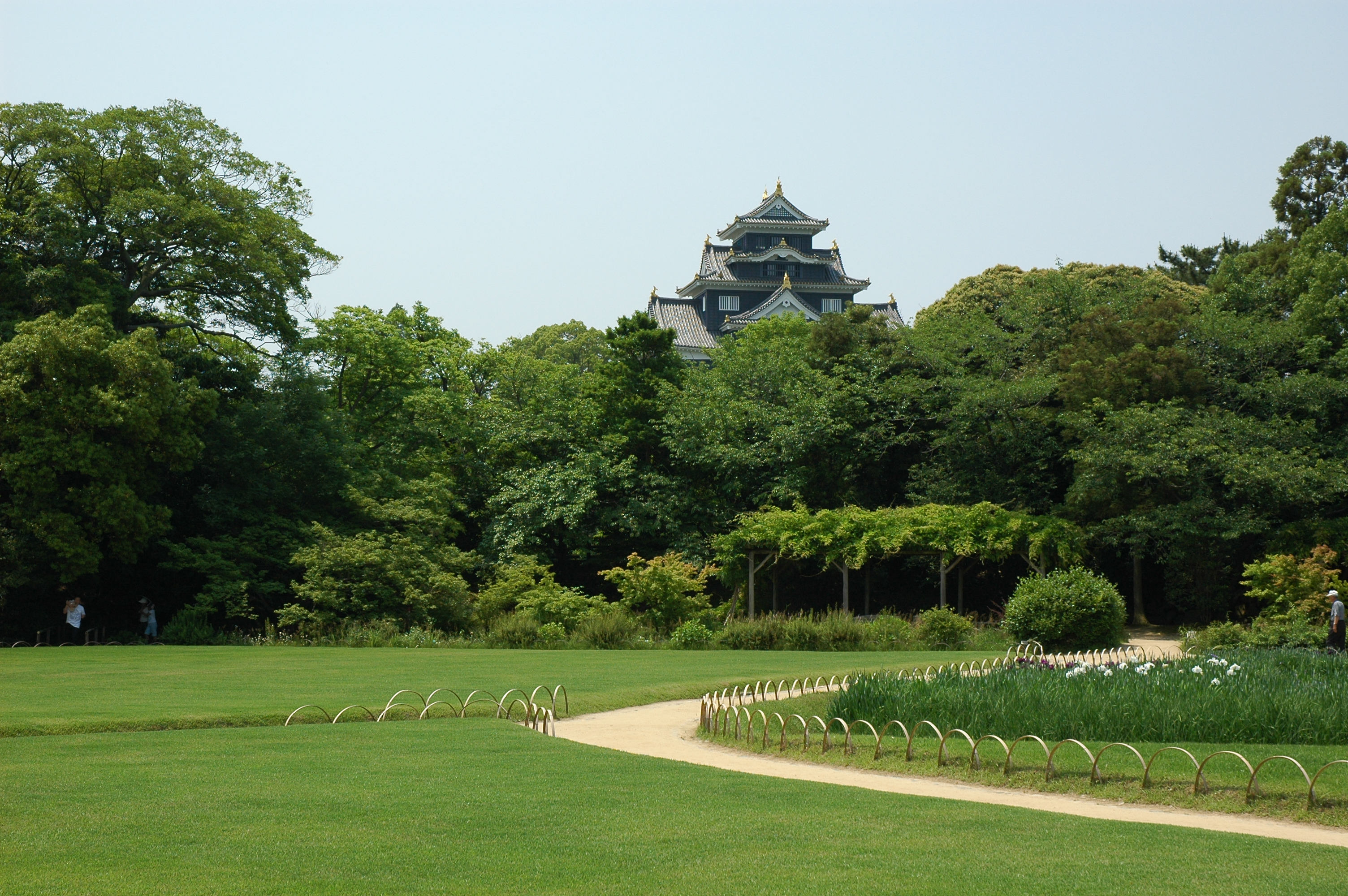
Kōraku-en e o Castelo de Okayama

O Kōraku-en (後楽園, Kōrakuen), é um jardim japonês localizado em  Okayama, província de Okayama. Ele é um dos Três Grandes Jardins do Japão, junto com o Kenroku-en e o Kairaku-en. O Korakuen foi construído em 1700 por Ikeda Tsunamasa, senhor feudal de Okayama. O jardim ganhou sua forma moderna em 1863.

## História
Em 1687, o daimiô Ikeda Tsunamasa ordenou a Tsuda Nagatada começar a construção do jardim. Ele foi concluído em 1700 e manteve sua aparência original até os dias atuais, exceto por algumas poucas mudanças por vários daimiôs. O jardim era originalmente chamado de Koen ("jardim posterior"), pois ele foi construído após o Castelo de Okayama. No entanto, visto que o jardim foi construído no espírito de "sen-yu-koraku" ("lamentar-se mais cedo que os outros, desfruta mais tarde que os outros "), o nome foi mudado para Korakuen em 1871.
O Korakuem é um dos poucos jardins de daimyos nas províncias onde mudanças históricas podem ser observadas graças às várias pinturas do período Edo e registros da família Ikeda e documentos deixados para trás. O jardim era usado como um local para entreter visitantes importantes e também como um spa para daimyos, embora pessoas do povo pudessem visitá-los em alguns dias.
Em 1884, a propriedade foi transferida para a província de Okayama e o jardim foi aberto ao público. O jardim sofreu alguns danos durante as enchentes de 1934 e danos de bombardeios em 1945 durante a Segunda Guerra Mundial. Ele foi restaurado baseado em pinturas e diagramas do período Edo. Em 1952, o Korakuen foi nomeado um "Local Cênico Especial" sob a Lei de Proteção às Propriedades Culturais e é administrado como um ativo cultural histórico a ser passado para as futuras gerações.

## Características do jardim
O jardim localiza-se na margem norte do Rio Aashi, na ilha entre o rio e a parte desenvolvida da cidade.
O jardim foi projetado no estilo Kaiyu ("passeio panorâmico") que apresenta ao visitante uma nova vista a cada passo no caminho que conecta os gramados, lagos, colinas, casas de chá e córregos.
O jardim cobre uma área total de aproximadamente 133 mil metros quadrados, com uma área coberta por gramado de aproximadamente 18 500 metros quadrados. O comprimento do córrego que corre pelo jardim é de 640 metros. Ele apresenta uma lagoa central chamada de Sawa-no-ike (Lagoa do Pântano), que contém três ilhas com o objetivo de replicar o cenário ao redor do Lago Biwa, próximo a Quioto.

## Galeria

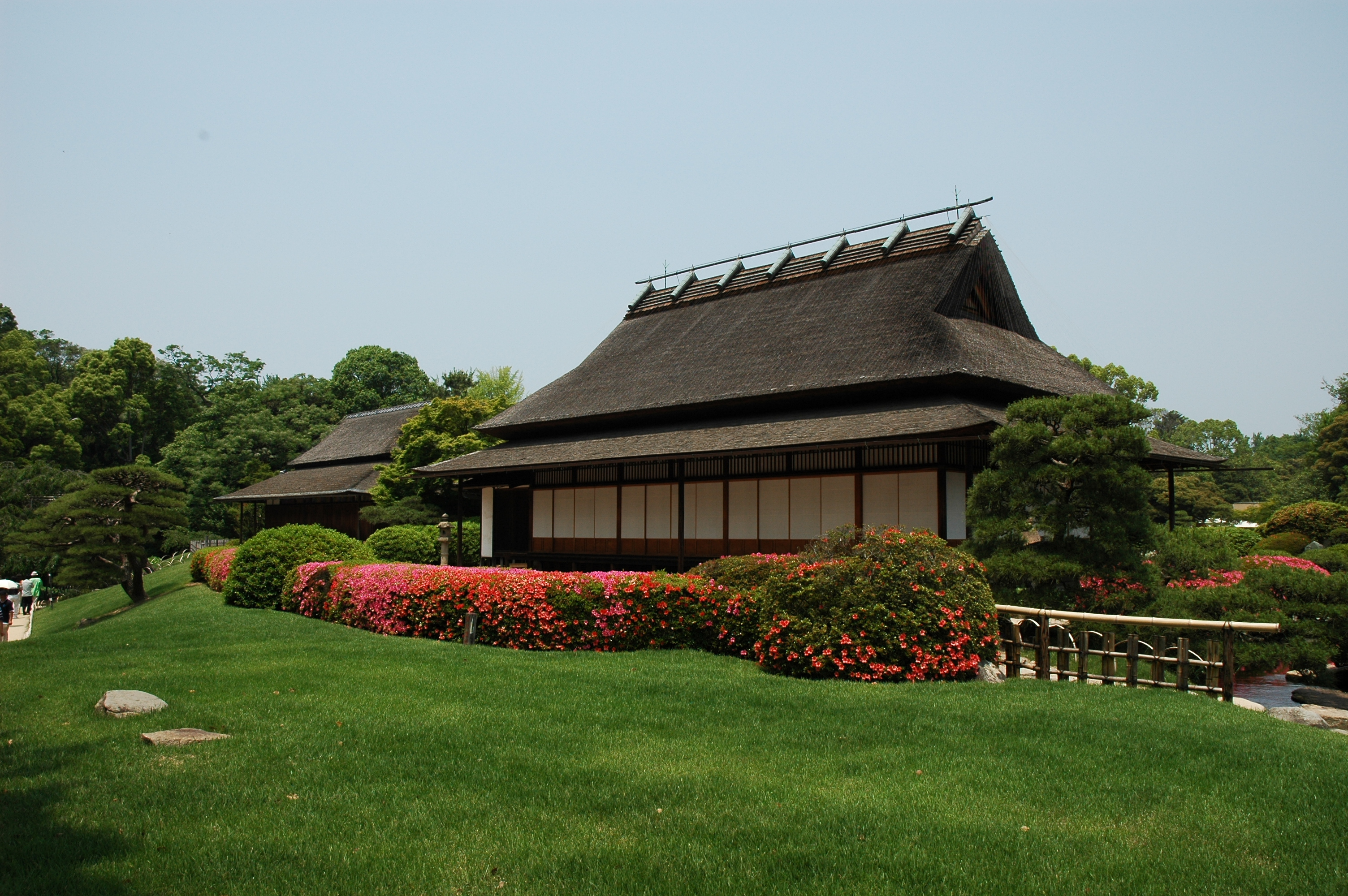
Casa Enyo-tei
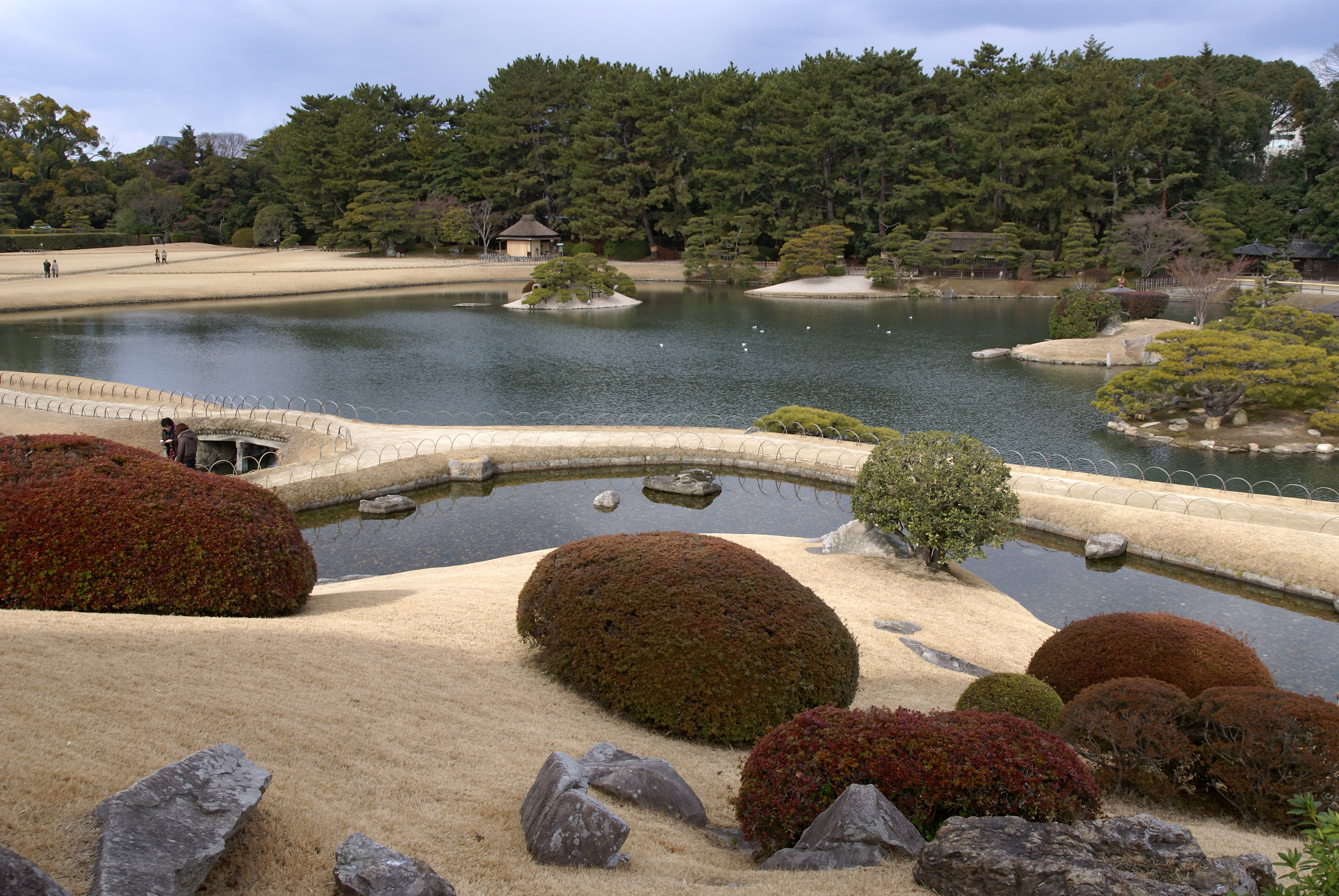
Vista da Colina de  Yuishinzan
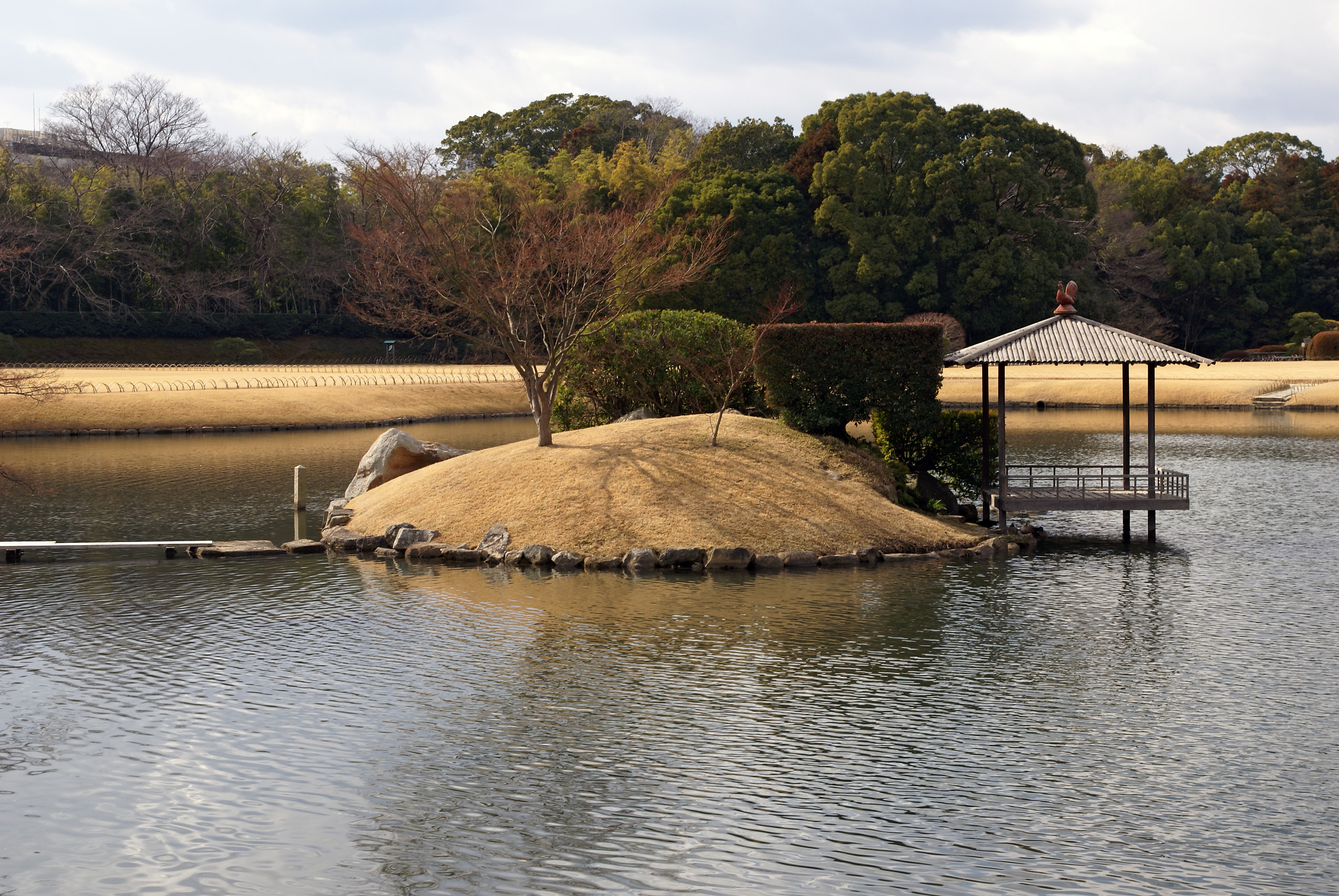
Mino-shima